# Anton Straka
Anton Straka (22. září 1942 Krásno nad Kysucou – 17. března 2012 Krásno nad Kysucou) byl slovenský spisovatel a básník, po sametové revoluci politik za HZDS, československý poslanec Sněmovny národů Federálního shromáždění a v 90. letech krátce poslanec Národní rady SR za Demokratickou unii Slovenska.

## Biografie
Absolvoval studium na Pedagogickém institutu v Martině a později na Pedagogické fakultě Univerzity Komenského v Banské Bystrici. Do roku 1970 byl zaměstnán jako ředitel Okresního osvětového domu v Čadci, pak na různých postech v regionu Kysuce jako učitel. Po roce 1989 se stal ředitelem školy v rodné obci. Podílel se na vzniku literárních přehlídek Palárikova Raková a Jašíkova Turzovka. Od roku 1964 působil i jako literát, publikoval v periodikách Krok, Javisko, Umelecké slovo, Matičné čítanie a Smer. Účastnil se prvních ročníků Slovesnej jari, kterou pořádala Matica slovenská. Matica mu vydala jeho prvotinu, Raz každému nad hrobom kohút zakikiríka. Normalizační literární kritika ji označila za protistátní dílo a Straka pak čelil zákazu publikování.
Po sametové revoluci se zapojil do politického života. Ve volbách roku 1992 byl za HZDS zvolen do slovenské části Sněmovny národů. Ve Federálním shromáždění setrval do zániku Československa v prosinci 1992. Uvádí se bytem Krásno nad Kysucou. Později HZDS opustil. V slovenských parlamentních volbách roku 1994 byl zvolen do Národní rady SR za formaci Demokratická únia Slovenska. Mandát ale zastával jen krátce, do prosince 1994, jako náhradník za neuplatňovaný mandát Tibora Šagáta.
V 90. letech byl přednostou Krajského úřadu v Žilině, později pracoval v žilinské pobočce Spolku slovenských spisovatelů jako jeho tajemník. Od roku 1998 opět literárně působil. Vydal básnické sbírky S krajinou v srdci (2001), S rukami v rieke (2002), S tebou uprostred slnka (2002), S Ježišom na slovo (2006) a Chvatom (2010) a také knihy pohádek pro děti Starý otec, Džony a ja (2003) a Príbehy o Ježišovi ako po Kysuciach putoval (2010).